# Parafia św. Michała Archanioła w Głogowie Małopolskim
Parafia św. Michała Archanioła w Głogowie Małopolskim (Styków) − parafia rzymskokatolicka znajdująca się w diecezji rzeszowskiej w dekanacie Głogów Małopolski. Parafię erygowano 24 sierpnia 2003 roku.